# Akim Zedadka
Akim Zedadka (* 30. Mai 1995 in Pertuis) ist ein französisch-algerischer Fußballspieler.

## Karriere

### Verein
Zedadka begann seine fußballerische Ausbildung bei Amateurvereinen wie ASPTT Avignon oder Avignon Foot. Bis 2014 spielte er anschließend in der Juniorenmannschaft des FC Istres. Am letzten Spieltag der Saison 2013/14, als der Abstieg der Profimannschaft schon feststand, wurde er bei einer 0:1-Niederlage gegen den SCO Angers in der Ligue 2 eingewechselt und gab somit sein Profidebüt. In der Folgesaison in der National konnte er sich im Profiteam durchsetzen und spielte 21 Mal, wobei er vier Tore, darunter ein Doppelpack, erzielen konnte. Im Sommer 2015 wechselte er daraufhin zurück in Frankreichs zweite Liga, zum RC Lens. Dort kam er zunächst jedoch nur im Reserveteam in der National 2 zum Einsatz. Am 29. Juli 2016 (1. Spieltag) debütierte er gegen Chamois Niort bei einem 0:0-Unentschieden in der Startelf stehend für die Profis seines neuen Klubs. Bei seinem nächsten Einsatz, erst nach fünfeinhalb Monaten, schoss Akim Zedadka bei einem 3:2-Sieg über den FC Tours den entscheidenden Treffer in der Nachspielzeit und somit sein erstes Tor im Profibereich. Trotz dieses Tores wurde er in Lens kein Stammspieler und kam in der Saison 2016/17 nur auf vier Einsätze und dieses eine Tor.
Infolgedessen verließ er Lens und wechselte in die fünfte französische Liga zur AS Saint-Rémy. Beim Amateurverein traf er 2017/18 dreimal in 15 Ligapartien. Nach diesen Leistungen kehrte er in die dritte Liga zurück und unterschrieb beim FC Marignane Gignac. Wettbewerbsübergreifend spielte er im neuen Trikot in seiner ersten und einzigen Saison dort 34 Mal. Im Sommer 2019 verließ er direkt wieder Marignane und wechselte zum Zweitligisten Clermont Foot. Das erste Mal für den neuen Arbeitgeber lief er gegen die US Orléans auf, als er 15 Minuten vor Schluss am 16. August 2019 (4. Spieltag) ins Spiel kam und sein Team 1:0 gewann. Am 7. Februar 2020 (24. Spieltag) schoss er gegen den FC Valenciennes den zwischenzeitlichen 1:1-Ausgleich, als sein Team am Ende einen 3:1-Sieg einfuhr. In jener Spielzeit 2019/20 spielte er 22 von 28 möglichen Ligaspielen und war somit Stammkraft auf der rechten Außenverteidigerposition.
Die Folgesaison 2020/21 beendete er mit einem Tor in 35 Ligapartien. In der abgelaufenen Saison stand Clermont auf Platz zwei der zweiten Liga und stieg somit in die Ligue 1 auf. Am 8. August 2021 (1. Spieltag) spielte er das erste Mal in der höchsten französischen Spielklasse, als er bei einem 2:0-Sieg über Girondins Bordeaux über 90 Minuten spielte. Auch in der Ligue 1 war er Stammspieler und bestritt jedes Spiel. Im Juli 2022 schloss sich der Rechtsverteidiger dem OSC Lille an. Doch schon nach sechs Monaten wurde er in der folgenden Winterpause bis Saisonende an den Ligarivalen AJ Auxerre verliehen. In Auxerre absolvierte Zedadka in der Saison 2022/23 zwanzig Ligaspiele, davon fünfzehn über die volle Spielzeit von 90 Minuten.
Anschließend kehrte er zu OSC Lille zurück, wo er in der Hinrunde der Saison 2023/24 keine Ligaspiele bestritt. Im Februar 2024 wurde er für ein halbes Jahr an Real Saragossa in die zweite spanische Liga verliehen und kam dort auf elf Einsätze. Nach seiner Rückkehr zu Lille fand er erneut keine Einsatzzeit in der Ligue 1. Im Januar 2025 wechselte Zedadka dauerhaft zum polnischen Klub Piast Gliwice, für den er bis zum Ende der Saison 2024/25 zwölf Spiele absolvierte.

### Nationalmannschaft
Am 12. Juni 2022 debütierte Zedadka im Alter von 27 Jahren für die algerische A-Nationalmannschaft bei einem 2:1-Testspielsieg gegen den Iran.